# Straßensystem in Namibia

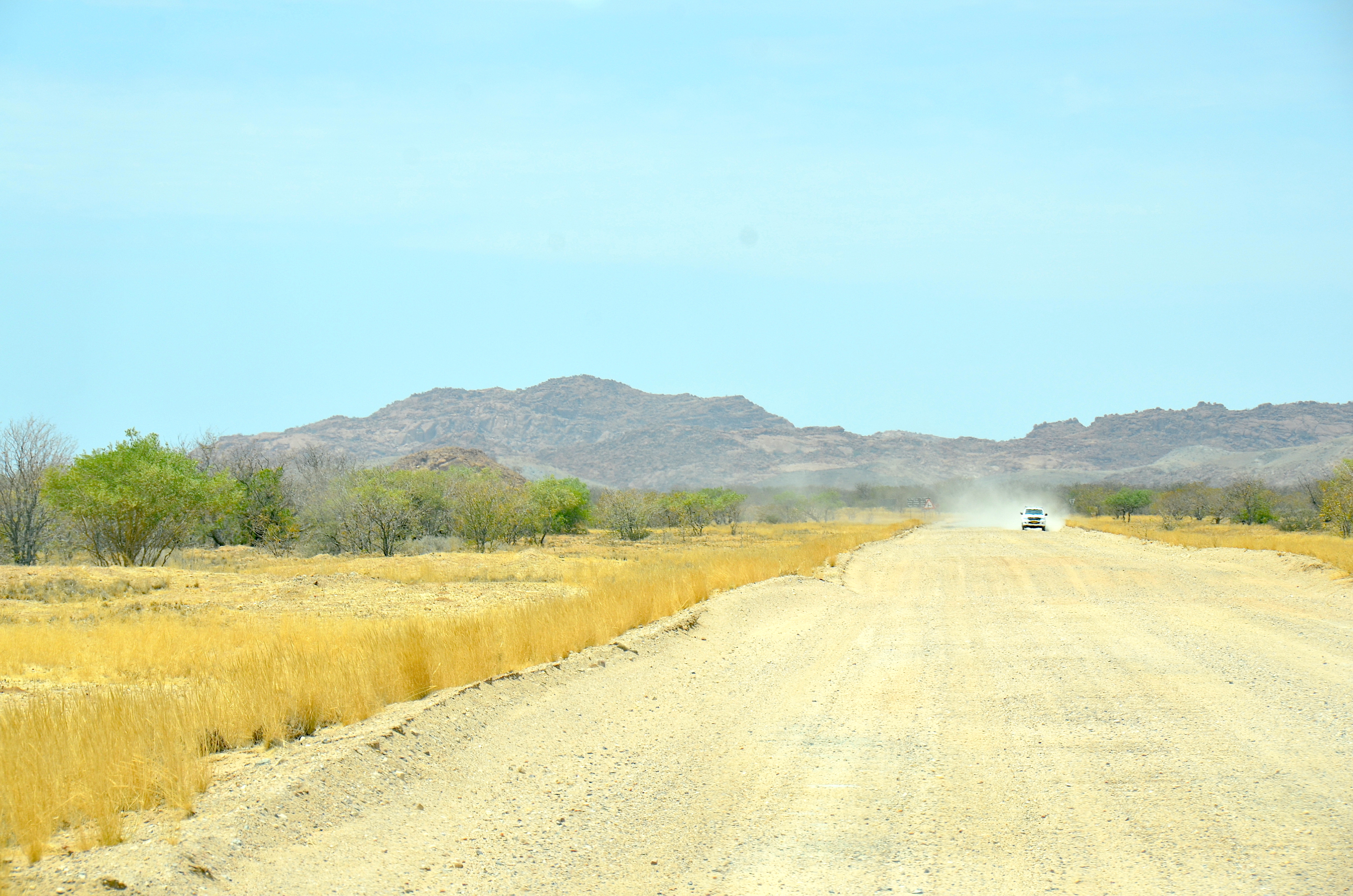
Typische Schotterstraße (Gravel road) in Namibia

Das gesamte Straßensystem in Namibia ist (Stand 2023) 49.208,1 Kilometer lang und zum Großteil entsprechend der Fahrbahndecke und Anzahl von Fahrstreifen kategorisiert. Es gilt (Stand 2024) laut dem Weltwirtschaftsforum als bestes Straßennetz in Afrika.
Die zulässige Höchstgeschwindigkeit beträgt auf asphaltierten Straßen 120 km/h, auf unbefestigten Straßen 100 km/h und 60 km/h in Ortschaften. Wie in den meisten Ländern des südlichen Afrikas gilt Linksverkehr. Wegstrecken und Entfernungen auf den Hinweistafeln sind in Kilometer angegeben.

## Straßenoberbautypen
Die Straßenbefestigungen bestehen dabei aus folgenden Straßenoberbautypen (Stand 2023):
- Bitumendecke: 8043,1 Kilometer (km)
- Schotter-/Kiestragschicht: 26.047,8 km
- Salztragschicht: 330,7 km (insbesondere die C34)[3]
- Erd- und Sandtragschicht: 13.760,6 km

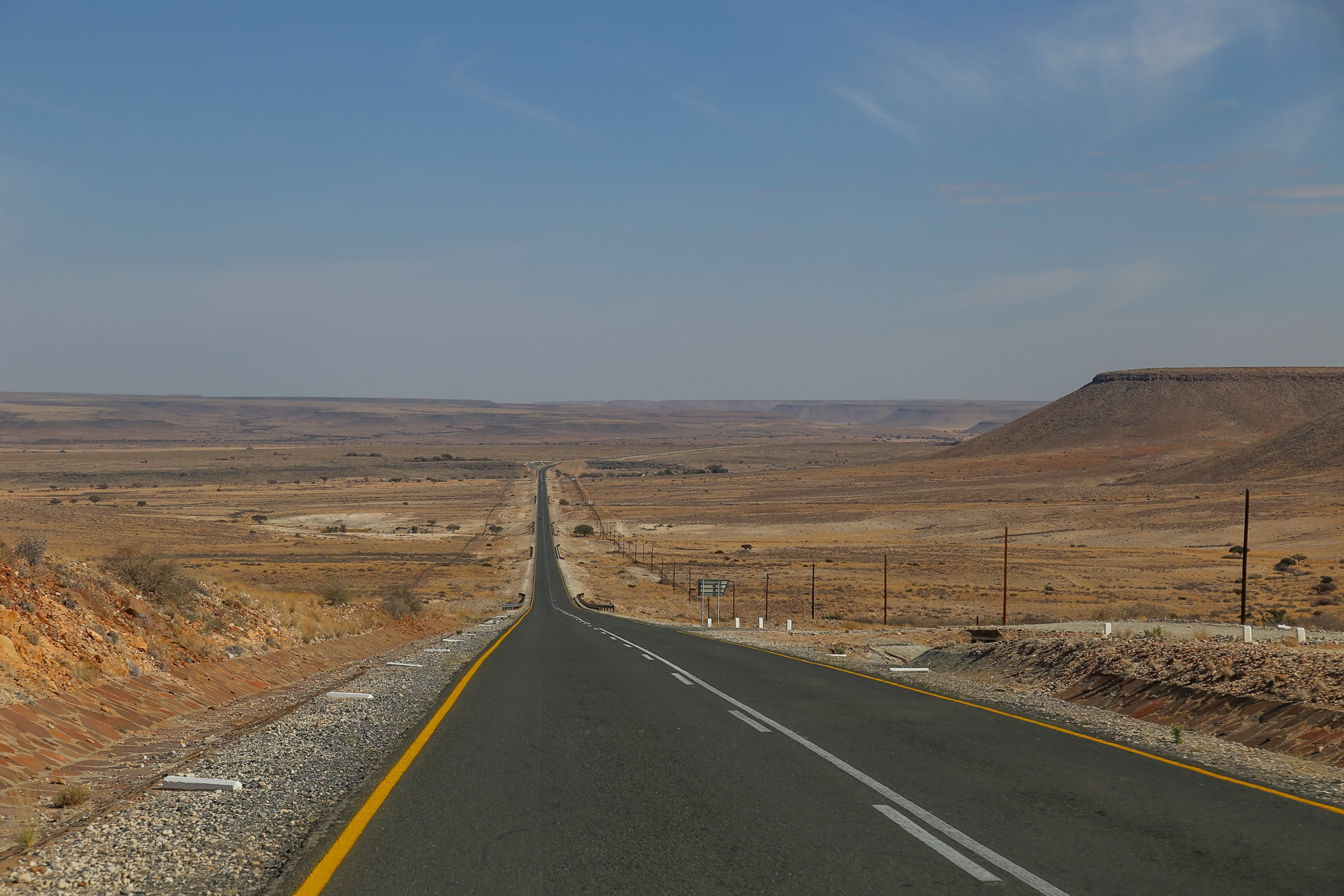
Asphalt B4: Keetmanshoop Richtung Lüderitz

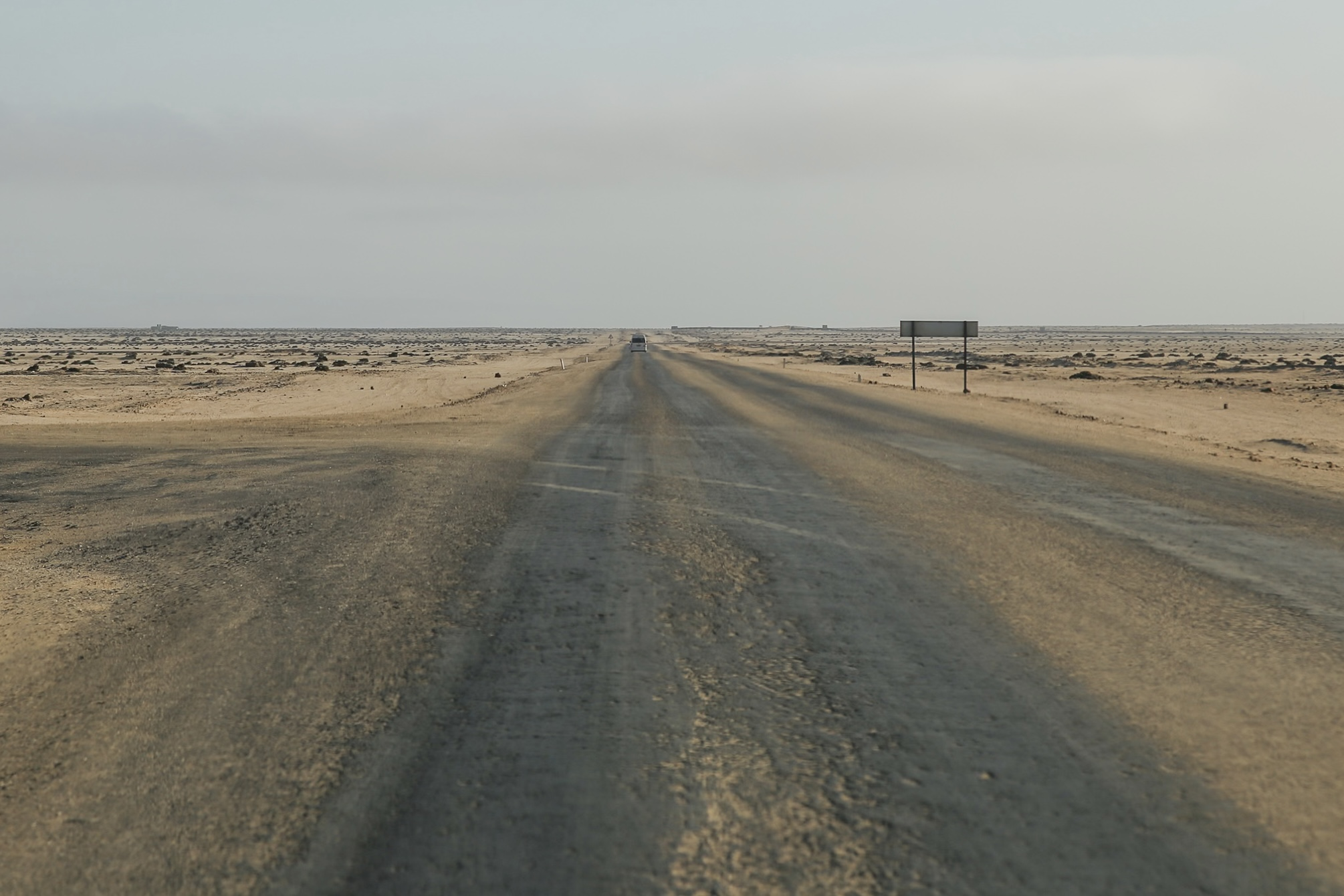
Salzstraße C34: Henties Bay Richtung Cape Cross

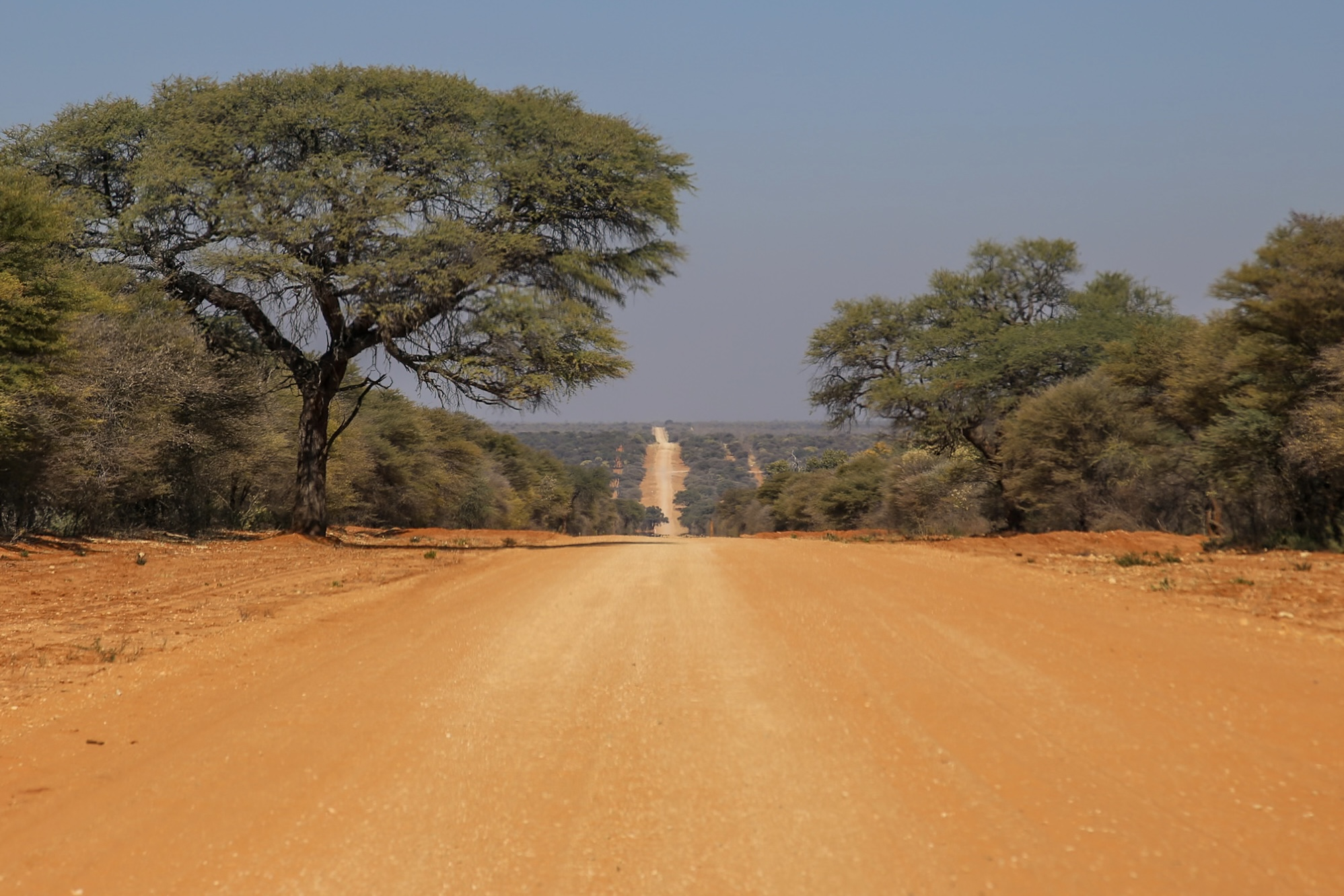
Sandstraße D2512: Südlich Waterberg

- Sonstige: 1356,5 km

### Nach Regionen
Stand: 2023
| Region           | Bitumen (in km) | Schotter/Kies (in km) | Salz (in km) | Erde (in km) | Sonstige (in km) | Gesamt (in km) |
| ---------------- | --------------- | --------------------- | ------------ | ------------ | ---------------- | -------------- |
| Erongo           | 417,8           | 1748,5                | 274,3        | 1020,4       | 51,2             | 3512,2         |
| Hardap           | 637,2           | 4566,7                | 0,0          | 1384,6       | 11,7             | 6600,2         |
| ǁKharasKlicklaut | 1169,9          | 5106,5                | 5,0          | 1609,8       | 67,8             | 7686,5         |
| Kavango-Ost      | 331,9           | 465,9                 | 0,0          | 664,0        | 98,4             | 1560,1         |
| Kavango-West     | 423,9           | 20,79                 | 0,0          | 641,0        | 27,8             | 1300,6         |
| Khomas           | 334,8           | 1720,1                | 0,0          | 648,5        | 58,4             | 2751,8         |
| Kunene           | 513,0           | 2648,4                | 25,0         | 1526,9       | 189,1            | 4902,4         |
| Ohangwena        | 343,2           | 182,0                 | 0,0          | 286,2        | 375,7            | 1187,0         |
| Omaheke          | 404,9           | 2974,1                | 0,0          | 2055,3       | 70,2             | 5504,2         |
| Omusati          | 686,2           | 393,8                 | 0,0          | 740,1        | 356,3            | 2176,3         |
| Oshana           | 110,4           | 209,9                 | 0,0          | 142,5        | 246,2            | 709,0          |
| Oshikoto         | 502,6           | 712,1                 | 0,0          | 339,7        | 239,9            | 1794,3         |
| Otjozondjupa     | 909,7           | 4438,2                | 0,0          | 1700,9       | 300,5            | 7341,1         |
| Sambesi          | 498,2           | 229,8                 | 0,0          | 543,6        | 30,1             | 1301,7         |

## Straßentypen und -nummerierung
Allgemeines:
- A-Straßen sind Autobahnen mit mindestens zwei Fahrspuren pro Richtung und stets asphaltiert und mit trennendem Mittelstreifen. Diese wurden erstmals im Januar 2017 eingeführt.[4]
- B-Straßen sind Nationalstraßen, mindestens zweispurig und asphaltiert mit Fahrbahnmarkierungen.
- C-Straßen (neu auch MR-Straßen) sind Hauptstraßen und teilweise asphaltiert, sonst mit Schotter-/Kiestragschicht oder an der Atlantikküste als Salzstraße (z. B. C34).
- D-Straßen (neu DR-Straßen für englisch District Roads = Distriktstraßen) sind unterschiedlich gut gewartete Schotterpisten, selten Sandstraßen (z. B. D2612); in wenigen Ausnahmefällen (DR3608, D1526, D826 zwischen C19 und Sesriem, D3508) auch asphaltiert.
- M-Straßen (neu MR-Straßen für englisch Main Roads = Hauptstraßen) ersetzen beziehungsweise ergänzen teilweise die Bezeichnungen der C- und D-Straßen.
- P-Straßen (neu F-Straßen) sind schmale und nicht regelmäßig gepflegte private Zufahrtswege zu Farmen, die nicht direkt über eine der anderen Straßennummern erreichbar sind.

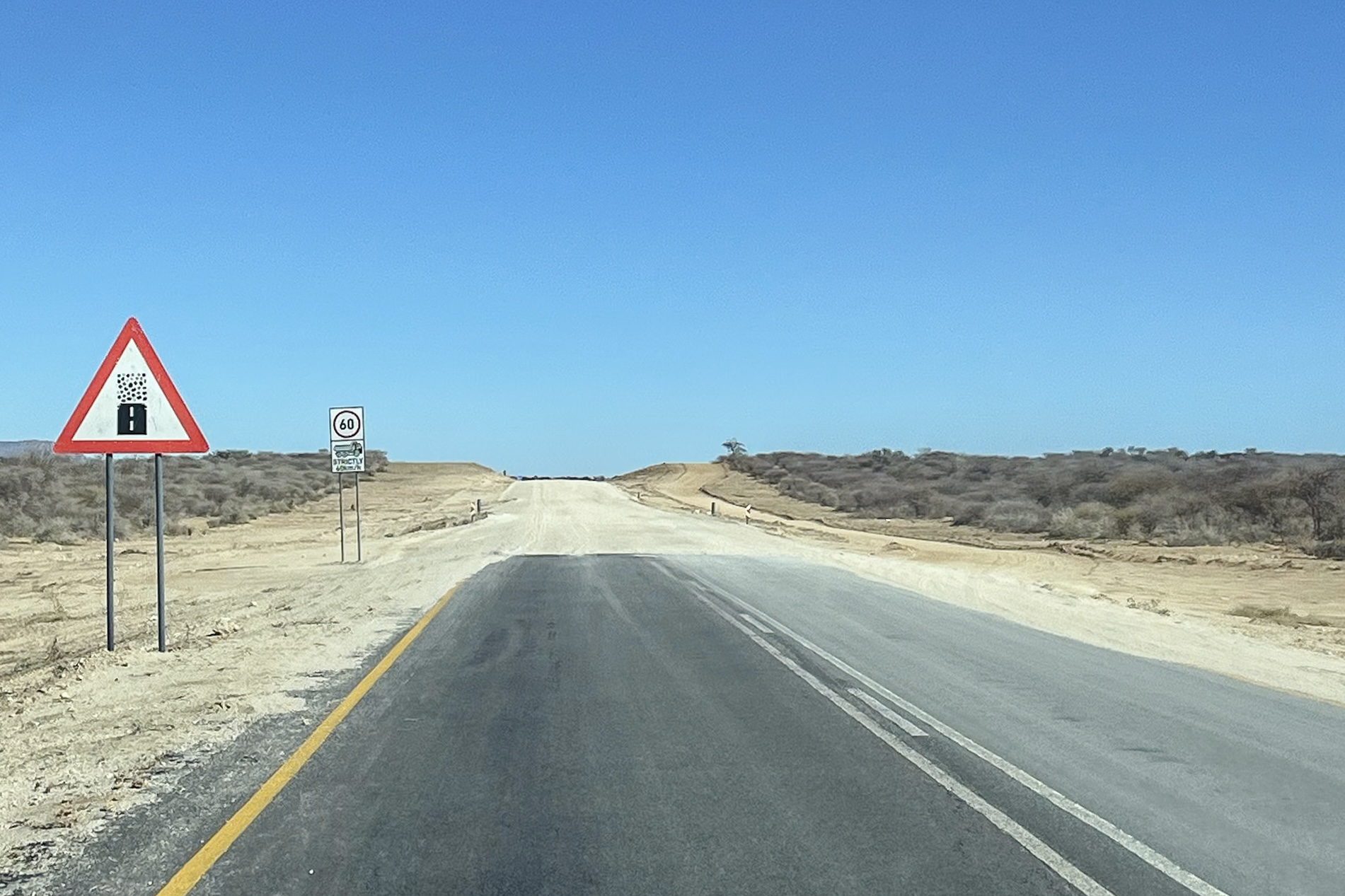
Übergang von Asphalt auf Schotter

Öffentliche Straßen der Kategorien A, B, C und D sowie M werden von der Roads Authority betrieben. Der Begriff Pad (Afrikaans für Straße) bezeichnet in Namibia jegliche Art von Straße unabhängig vom Belag, es gibt z. B. „Teerpads“, aber auch „Sand-“ und „Salzpads“.
Unbefestigte Straßen bestehen aus Schotter, Kies, Sand oder Salz. Während Schotter und Sandstraße planiert und verdichtet werden, bestehen Salzstraßen aus einem Gemisch von Wüstensand und Salz, welches befeuchtet ausgebracht und dann verdichtet wird. Durch morgendlichen Nebel oder bei seltenen Regenfällen sind diese Straßen schmierig glatt. Auf D- und F-Straßen gibt es häufig Farmtore oder Vieh- bzw. Wildgitter. In Namibia gibt es nur wenige Brücken über Flussbetten und Bachläufe, da diese das ganze Jahr über trocken liegen. Die Straßen führen durch diese natürlichen Senken hindurch, auf welche mit Verkehrszeichen hingewiesen wird. In der Regenzeit führen diese Läufe hingegen Wasser und sind direkt zu durchqueren.
Der Zustand der Oberfläche hängt stark vom Nutzungsgrad und dem zeitlichen Abstand zur letzten Bearbeitung ab. So sind D-Straßen u. U. in einem besseren Zustand als hochfrequentierte Hauptstraßen. Anders als in Europa ändert sich die Fahrbahnqualität während eines Jahres deutlich. Auf viel befahrenen Schotterstrecken, welche lange nicht geglättet wurden, bildet sich eine Wellblechoberfläche, in Deutschland auch Waschbrettoberfläche genannt. Das Fahren bei einem schlechten Zustand ist eine Herausforderung für das Fahrzeug und den Fahrer.
In Ortschaften sind die Straßenbeläge sehr unterschiedlich. Je nach Ortsgröße gibt es asphaltierte, gesandete oder geschotterte Straßen. Hauptdurchfahrtsstraßen in größeren Orten sind meist, auch wegen der Staubentwicklung, asphaltiert.

### Autobahnen

Straßenschild einer Autobahn

Autobahnen (englisch Freeway) gibt es in Namibia seit 2017 mit der Fertigstellung des ersten Abschnitts zwischen Windhoek und Okahandja. Eine Autobahn in Namibia hat stets mindestens zwei Fahrstreifen je Richtung, welche durch einen breiten Mittelstreifen, häufig durch Leitplanken oder Zäunen getrennt sind. Die Qualität ist durchgehend sehr gut. Autobahnen haben wie in Europa keine Kreuzungen und besitzen Auf- und Abfahrten.
Die zulässige Höchstgeschwindigkeit beträgt, sofern nicht anders angegeben, 120 km/h.
| Nationalstraße | Endpunkt 1 | Endpunkt 2                                             | Länge                                    | Karte | Bild                                  |
| -------------- | ---------- | ------------------------------------------------------ | ---------------------------------------- | ----- | ------------------------------------- |
| Autobahn A1    | Windhoek   | Okahandja (geplanter Zielort)                          | 50 km fertiggestellt (Stand Juli 2019)   |       |                                       |
| Autobahn A2    | Walvis Bay | Swakopmund                                             | 31 km                                    |       | A2 zwischen Walvis Bay und Swakopmund |
| Autobahn A?    | Windhoek   | Hosea Kutako International Airport (geplanter Zielort) | im Ausbau (50 km) seit 18. November 2019 |       |                                       |

### Nationalstraßen

Straßenschild einer Nationalstraße

Straßenschild einer Hauptstraße

Nationalstraßen (englisch National road) sind in Namibia die Hauptverkehrsstraßen für den Fernverkehr. Sie sind asphaltierte, meist zweispurige Hauptstraßen mit Fahrbahnmarkierungen. Sie sind die Hauptverkehrsachsen des Landes und man unterscheidet derzeit acht Nationalstraßen, welche mit einem B und einer Nummer bezeichnet werden. Die Straßensymbole sind fünfeckig und grün mit gelbem Rand, die Schrift darauf ist ebenfalls in Gelb gehalten.
In ihrem Verlauf sind ausgewiesene Rastplätze, mit Sitzgelegenheiten und teilweise mit Toilette angelegt.
Die zulässige Höchstgeschwindigkeit beträgt, sofern nicht anders angegeben, 120 km/h.
| Nationalstraße                          | Endpunkt 1                                               | Endpunkt 2                                                      | Länge                    | Karte | Bild                                      |
| --------------------------------------- | -------------------------------------------------------- | --------------------------------------------------------------- | ------------------------ | ----- | ----------------------------------------- |
| Nationalstraße B1 teilweise Autobahn A1 | Noordoewer - Grenze nach Südafrika - Anschluss an die N7 | Oshikango - Grenze nach Angola - Anschluss an die EN120         | 1600 km                  |       | bei Mariental                             |
| Nationalstraße B2 teilweise Autobahn A2 | Walvis Bay - Endpunkt des TCH - Endpunkt des TKH         | Okahandja - Anschluss an die                                    | 327 km                   |       |                                           |
| Nationalstraße B3                       | Grünau - Anschluss an die                                | Ariamsvlei - Grenze nach Südafrika - Anschluss an die N10       | 160 km                   |       | Straßenverlauf in der Nähe von Ariamsvlei |
| Nationalstraße B4                       | Lüderitz                                                 | Keetmanshoop - Anschluss an die                                 | 330 km                   |       | bei Lüderitz (weitere Bilder)             |
| Nationalstraße B6                       | Windhoek - Anschluss an die                              | Buitepos - Grenze nach Botswana                                 | 290 km                   |       | bei Witvlei                               |
| Nationalstraße B7                       | bei Okahandja                                            |                                                                 |                          |       |                                           |
| Nationalstraße B8                       | Otavi - Anschluss an die                                 | Katima Mulilo - Grenze nach Sambia Ngoma - Grenze nach Botswana | 930 km                   |       | im Bwabwata-Nationalpark                  |
| Nationalstraße B9                       | Windhoek-Döbra - Anschluss an die                        | Windhoek-Avis - Anschluss an die                                | 30 km                    |       |                                           |
| Nationalstraße B10                      | Ohangwena - Anschluss an die - Grenze nach Angola        | Rundu - Anschluss an die - Grenze nach Angola                   | 412 km                   |       |                                           |
| Nationalstraße B11                      | westlich von Nkurenkuru - Anschluss an die               | Katwitwi - Grenze nach Angola - Anschluss an die EN140          | 14 km                    |       |                                           |
| Nationalstraße B14                      | Grootfontein - Anschluss an die                          | Gobabis (bis Aranos geplant)[veraltet] - Anschluss an die       | 391 km (+289 km geplant) |       | südlich Grootfontein                      |
| Nationalstraße B15                      | Tsumeb - Anschluss an die                                | Katwitwi - Grenze nach Angola                                   | 210 km                   |       | 18°17′29.8″S 017°59′57.1″E                |

### Hauptstraßen
Hauptstraßen sind in Namibia Hauptverkehrsstraßen zweiter Ordnung und teilweise asphaltiert, meist jedoch unbefestigt. Die unbefestigten Abschnitte sind meist mit einer Schotter-/Kiestragschicht versehen. Die Hauptstraßen werden mit einem C und einer fortlaufenden Nummer bezeichnet, die Straßensymbole sind rechteckig und grün, die Schrift darauf in gelb gehalten.
Die zulässige Höchstgeschwindigkeit beträgt, sofern nicht anders angegeben, 100 km/h.
| Hauptstraße                                     | Endpunkt 1          | Endpunkt 2                                  | Länge  |
| ----------------------------------------------- | ------------------- | ------------------------------------------- | ------ |
| Hauptstraße C10                                 | Grenze zu Südafrika | ǀAi-ǀAis                                    | 241 km |
| Hauptstraße C11                                 | bei Karasburg       | bei Koës                                    | 318 km |
| Hauptstraße C12                                 | Grünau              | Seeheim                                     | 129 km |
| Hauptstraße C13                                 | Helmeringhausen     | Noordoewer                                  | 286 km |
| Hauptstraße C14                                 | Walvis Bay          | Goageb                                      | 451 km |
| Hauptstraße C15                                 | Dordabis            | Grenze zu Südafrika                         | 419 km |
| Hauptstraße C16                                 | Keetmanshoop        | Grenze zu Südafrika                         | 199 km |
| Hauptstraße C17                                 | Keetmanshoop        | Koës                                        | 168 km |
| Hauptstraße C18                                 | Gibeon              | Gochas                                      | 110 km |
| Hauptstraße C19                                 | Mariental           | Solitaire                                   | 337 km |
| Hauptstraße C20                                 | Mariental           | Gobabis                                     | 341 km |
| Hauptstraße C21                                 | Maltahöhe           | Hoachanas                                   | 157 km |
| Hauptstraße C22 (siehe auch Nationalstraße B14) | Aranos              | Otjiwarongo                                 | 323 km |
| Hauptstraße C23                                 | Windhoek            | Leonardville                                | 170 km |
| Hauptstraße C24                                 | Rehoboth            | Ababis                                      | 159 km |
| Hauptstraße C25                                 | Rehoboth            | Leonardville                                | 170 km |
| Hauptstraße C26                                 | Windhoek            | Rostock                                     | 200 km |
| Hauptstraße C27                                 | Helmeringhausen     | Sesriem                                     | 260 km |
| Hauptstraße C28                                 | Windhoek            | Swakopmund                                  | 316 km |
| Hauptstraße C29                                 | Khomas              | Otjinene                                    | 155 km |
| Hauptstraße C30                                 | Gobabis             | Hochfeld                                    | 320 km |
| Hauptstraße C31                                 | Okahandja           | Summerdown                                  | 166 km |
| Hauptstraße C32                                 | Karibib             | beim Bosua-Pass                             | 95 km  |
| Hauptstraße C33                                 | Karibib             | Otjiwarongo                                 | 165 km |
| Hauptstraße C34                                 | Swakopmund          | Möwebucht                                   | 350 km |
| Hauptstraße C35                                 | Henties Bay         | Ruacana an der Grenze mit Angola            | 606 km |
| Hauptstraße C36                                 | Wilhelmstal         | Uis                                         | 190 km |
| Hauptstraße C37                                 | Hobas               | Aussenkehr am Oranje-Fluss                  | 134 km |
| Hauptstraße C38                                 | Otjiwarongo         | Oshivelo                                    | 350 km |
| Hauptstraße C39                                 | Otavi               | Torra Bay                                   | 460 km |
| Hauptstraße C40                                 | Kamanjab            | Outjo                                       | 269 km |
| Hauptstraße C41                                 | Oshakati            | Opuwo                                       | 192 km |
| Hauptstraße C42                                 | Tsumeb              | Otjituuo                                    | 119 km |
| Hauptstraße C43                                 | Palmwag             | Epupa an der Grenze mit Angola              | 470 km |
| Hauptstraße C44                                 | Grootfontein        | Gam unweit der Grenze mit Botswana          | 320 km |
| Hauptstraße C45                                 | Ohangwena           | Oshakati                                    | 42 km  |
| Hauptstraße C46                                 | Ondangwa            | Ruacana an der Grenze mit Angola            | 185 km |
| Hauptstraße C47                                 | Otjituuo            | Okakarara                                   | 167 km |
| Hauptstraße C48                                 | Divundu             | Mahango Core Area an der Grenze zu Botswana | 37 km  |
| Hauptstraße C49                                 | Katima Mulilo       | Kongola                                     | 137 km |

### Ausgewählte Nebenstraßen
In Namibia sind Nebenstraßen nicht-asphaltierte Straßen der Kategorien D (bzw. DR) und M (bzw. MR). Auch Straßen der Kategorie F (vormals P) zählen hierzu.
| Nebenstraße                           | Endpunkt 1                               | Endpunkt 2                                         | Länge  | Foto                             |
| ------------------------------------- | ---------------------------------------- | -------------------------------------------------- | ------ | -------------------------------- |
| D707                                  | C27 25°32′13″S 016°19′16″E               | C13 26°15′04″S 016°35′09″E                         | 122 km | (weitere Bilder)                 |
| D826 (in Teilen auch Hauptstraße C27) | C19 -24.449677 15.909768                 | 4x2-Parkplatz beim Sossusvlei -24.729827 15.319538 | 075 km |                                  |
| D1001                                 | C22 23°56′25″S 019°18′03″E               | D1046 23°55′24″S 019°55′43″E                       | 065 km | -23.937222222222 19.733055555556 |
| D1237                                 | B1                                       | C26                                                | 043 km | -23.319297222222 17.049330555556 |
| D1984                                 | C28 22°41′16″S 014°35′11″E               | C14 22°58′59″S 014°35′47″E                         | 033 km | -22.767626 14.582561             |
| D1985                                 | C28 22°52′02″S 015°43′07″E               | D1982 23°03′28″S 015°43′00″E                       | 022 km | -22.89765 15.702558333333        |
| D2612                                 | C39                                      | C35                                                | 077 km | -20.631441666667 14.568122222222 |
| D3819                                 | C22 (Onderombapa) 23°08′57″S 019°33′22″E | D3820 23°02′27″S 019°54′55″E                       | 041 km | -23.120555555556 19.6325         |
| M39                                   | C20                                      | D1099 bei Union’s End                              | 115 km | (weitere Bilder)                 |
| M118                                  | Oranjemund                               | C13 bei Rosh Pinah                                 | 079 km | (weitere Bilder)                 |

## Korridore der Walvis Bay Corridor Group

Karte der Korridore (2020)

nach Angaben der Walvis Bay Corridor Group:
- Walvis Bay-Ndola-Lubumbashi Development Road (ehemals Trans-Caprivi Highway bzw. Trans-Caprivi Corridor)
- Trans-Cunene Corridor (auch Trans-Cunene Highway)
- Trans-Kalahari Corridor (auch Trans-Kalahari Highway)
- Trans-Oranje Corridor (auch Trans-Oranje Highway)

## Innerstädtische Straßen
Wichtige innerstädtische Straßen in Namibia sind unter anderem
- Independence Avenue (ehemals Kaiserstraße) in Windhoek
- Robert Mugabe Avenue (ehemals Leutweinstraße und Joan Harrison Street) in Windhoek
- Sam Nujoma Avenue (ehemals Curt von François St) in Windhoek
- Sam Nujoma Avenue (ehemals Kaiser-Wilhelm-Straße) in Swakopmund